# ギレルモ・デル・トロのピノッキオ
『ギレルモ・デル・トロのピノッキオ』（Guillermo del Toro's Pinocchio）は、2022年のアメリカ合衆国のミュージカル・ファンタジー・ストップモーションアニメ映画。ギレルモ・デル・トロとマーク・グスタフソンが共同監督、デル・トロとパトリック・マクヘイルが共同脚本を務めている。カルロ・コッローディの『ピノッキオの冒険』を原作とし、グリス・グリムリーが手掛けたデザインを基に製作され、ユアン・マクレガー、デヴィッド・ブラッドリー、グレゴリー・マン、バーン・ゴーマン、ジョン・タトゥーロ、ロン・パールマン、フィン・ウルフハード、ケイト・ブランシェット、ティム・ブレイク・ネルソン、クリストフ・ヴァルツ、ティルダ・スウィントンが出演している。
2008年に企画が発表され、2013年または2014年公開を目指していたが開発地獄に陥り、製作費を融資するスタジオが現れなかったことから2017年11月に製作が中断した。2018年にNetflixが権利を取得したことで製作が再開し、2022年10月15日にロンドン映画祭でプレミア上映が行われ、11月9日から一部の映画館で劇場上映された後、12月9日にNetflixで配信される。批評家からはデル・トロとグスタフソンの演出やアニメーション、映画音楽、キャストの演技が高く評価されている。第80回ゴールデングローブ賞では、ストリーミング作品として初めてアニメ映画賞を受賞し、第95回アカデミー賞では長編アニメ映画賞を受賞している。
サイモン&シュスターから映画の脚本を小説化した書籍が発売されている。

## ストーリー
第一次世界大戦下のイタリア王国で暮らすゼペットは、オーストリア＝ハンガリー軍が投下した爆弾によって、息子カルロを喪ってしまう。彼はカルロの墓の側に松の木を植え、息子の死を悼みながら20年間を過ごすことになる。やがて、成長した木にはコオロギのセバスチャン・J・クリケットが住み着くようになるが、酒浸りになっていたゼペットが新しい息子を作り出すために木を切り倒してしまう。ゼペットは人形を作る途中で眠ってしまい、その間にゼペットの嘆きを聞いた木の精霊が人形に命を吹き込み、人形に「ピノッキオ」と名前を与える。住処に勝手に命を吹き込まれたセバスチャンは木の精霊に抗議するが、木の精霊から「ピノッキオの良心として成長を手助けすれば、一つだけ願いを叶える」と告げられ、提案を受け入れる。
翌朝、ゼペットはピノッキオが生きていることを知るが、言うことを聞かず暴れ回るピノッキオを受け入れなかった。彼はピノッキオを家に残して教会の礼拝に出かけるが、ピノッキオが付いてきてしまい、村の人々を怖がらせてしまう。ピノッキオを見た市長はゼペットに対して「ピノッキオを学校に通わせるように」と命令し、ピノッキオは学校に通うことになるが、落ちぶれ貴族のヴォルペ伯爵と猿のスパッツァトゥーラに誘惑されてカーニバルに行ってしまう。ヴォルペ伯爵は「生きた人形」のピノッキオに利用価値を見出し、契約書を交わして人形劇に出演させるが、連れ戻しに来たゼペットとピノッキオの取り合いになった結果、道路に投げ出されたピノッキオは市長の運転する車にひかれてしまう。ピノッキオは黒ウサギたちによって死後の世界に連れて来られ、そこで木の精霊の姉妹である死の精霊に出会う。死の精霊はピノッキオに対して、砂時計の砂が落ち切れば現世に戻ることができるが、死ぬたびに現世に戻る時間が遅くなることを告げる。現世に戻ったピノッキオはゼペットと共に帰ろうとするが、ヴォルペ伯爵からは契約書を理由に莫大な違約金を要求され、市長からは「不死身の兵士」としてイタリア陸軍に徴兵されそうになる。厄介事に巻き込まれたゼペットはピノッキオを突き放してしまい、ピノッキオはヴォルペ伯爵の人形劇に出演してゼペットに仕送りをしようと考え、カーニバルの巡業に加わる。セバスチャンから事情を聞いたゼペットは、ピノッキオを探すためカーニバルを追いかける。
ピノッキオは各地で人気を集めていくが、その人気に嫉妬したスパッツァトゥーラから、ヴォルペ伯爵が利益を独占してゼペットに仕送りをしていないことを聞かされる。ピノッキオはスパッツァトゥーラの言葉を信じようとしなかったが、スパッツァトゥーラが告げ口したことを理由にヴォルペ伯爵から殴られている姿を見かけて止めに入るが、そこでヴォルペ伯爵の本性を知ってしまう。ピノッキオはヴォルペ伯爵に仕返しするためスパッツァトゥーラと協力し、ベニート・ムッソリーニの前で彼や愛国心を笑い飛ばす歌を披露して恥をかかせるが、その場で射殺されてしまう。一方、ゼペットとセバスチャンはピノッキオのいる島に向かうため船で機雷群を抜けようとするが、途中で海の怪物に食べられてしまう。
死後の世界から戻ってきたピノッキオは市長に連れ去られ、市長の息子キャンドルウィックや他の子供たちと共に少年兵訓練施設に連れ込まれる。施設でピノッキオはキャンドルウィックと友人になり、彼が臆病者として父親から嫌われることを恐れていることを聞かされる。市長はピノッキオとキャンドルウィックをそれぞれチームリーダーに指名して模擬戦を行わせるが、2人は協力して模擬戦を引き分けにしてしまう。激怒した市長は、キャンドルウィックにピノッキオを殺すように命令するが、キャンドルウィックは反抗して命令を拒否する。市長は自分でピノッキオを殺そうとするが、敵軍の空襲に巻き込まれて死んでしまい、ピノッキオは爆風で施設の外に放り出されてしまう。目を覚ましたピノッキオはヴォルペ伯爵に捕まり焼き殺されそうになるが、改心したスパッツァトゥーラに助けられる。スパッツァトゥーラと揉み合いになったヴォルペ伯爵は転落死し、ピノッキオはスパッツァトゥーラを助けるために海に飛び降りる。
海をさまよっていたピノッキオとスパッツァトゥーラは海の怪物に食べられ、腹の中でゼペットとセバスチャンに再会する。ピノッキオは嘘をついて鼻を伸ばして橋を作り、潮吹き穴から逃げ出すが、再び海の怪物に食べられそうになる。ピノッキオは機雷を爆発させて海の怪物を退治するが、死を繰り返していたことで現世に戻る時間が遅くなり、ゼペットを助けることが出来なくなってしまう。ピノッキオは不死身の命と引き換えに今すぐ現世に戻して欲しいと死の精霊に頼み込む。現世に戻ったピノッキオはゼペットを海中から助け出すが、代わりにピノッキオが死んでしまう。セバスチャンは木の精霊に「ピノッキオを生き返らせて欲しい」と願い、その願いを聞き入れた木の精霊の力でピノッキオは生き返る。ピノッキオはゼペットの元に帰り家族として暮らすが、寿命を迎えたゼペット、セバスチャン、スパッツァトゥーラに先立たれて一人になってしまう。やがてピノッキオは旅に出かけ、不死身の命を失った「本物の少年」として生涯を終えることが語られる。
エンディングシーンでは、死後の世界でセバスチャンが黒ウサギのために歌を披露する姿が描かれて物語が終わる。

## キャスト
※括弧内は日本語吹替。
- ピノッキオ、カルロ：グレゴリー・マン（野地祐翔）
- ゼペット（英語版）：デヴィッド・ブラッドリー（山野史人）
- セバスチャン・J・クリケット（英語版）：ユアン・マクレガー（森川智之）
- ヴォルペ伯爵：クリストフ・ヴァルツ（山路和弘）
- 木の精霊（英語版）、死の精霊：ティルダ・スウィントン（深見梨加）
- 市長（イタリア語版）：ロン・パールマン（壤晴彦）
- キャンドルウィック（英語版）：フィン・ウルフハード（宮里駿）
- スパッツァトゥーラ：ケイト・ブランシェット
- 神父：バーン・ゴーマン（横島亘）
- 医者：ジョン・タトゥーロ
- 黒ウサギ：ティム・ブレイク・ネルソン
- ベニート・ムッソリーニ、ムッソリーニの側近、船長：トム・ケニー

## 製作

### 企画

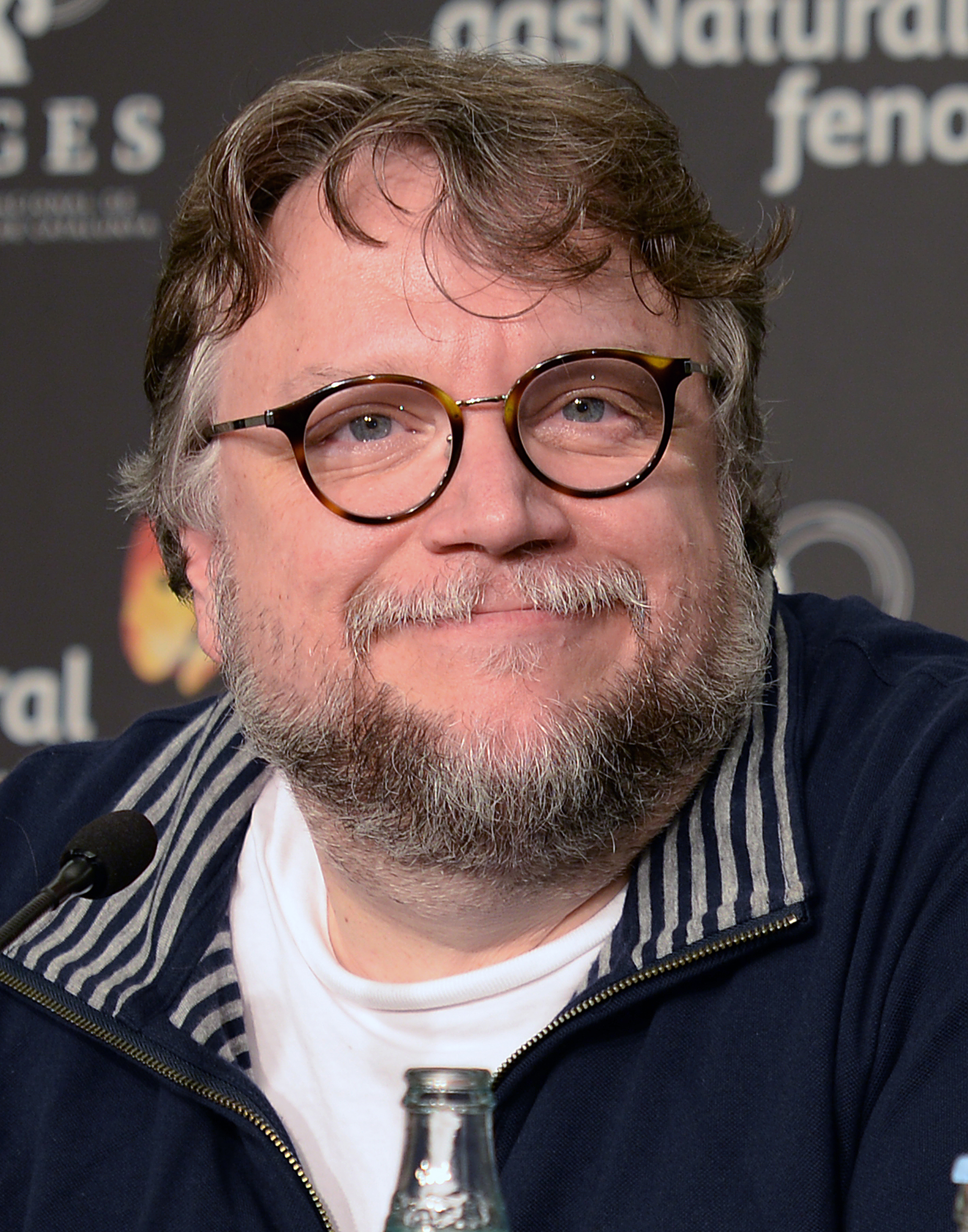
ギレルモ・デル・トロ

2008年にギレルモ・デル・トロは次回作として、『ピノッキオの冒険』をダーク・ファンタジー化した企画を進めていることを明かした。彼は企画について、「私の人生と仕事に関して、アニメーションほど影響を受けた芸術はなく、また、ピノッキオほど私と深い関わりを持つキャラクターは歴史上存在しなかった。私は物心がついたころから、この映画を作りたいと強く願っていたんだ」と語っている。デル・トロが『ピノッキオの冒険』に興味を抱いたきっかけは、幼少期にグアダラハラの劇場でディズニー版『ピノキオ』を鑑賞したことで、その際に刺激的なシーンが含まれていたことで「ホラー映画」のような印象を抱いたことに由来する。彼は2003年にグリス・グリムリーが描いた『ピノッキオの冒険』の挿絵を見つけ出し、グリムリーの描いた長く尖った鼻と細長い手足を持つピノッキオの姿に「野放図だが善性のあるエネルギー」を見出したという。また、この際にグリムリーの挿絵が、自分が思い描く薄暗さのあるカルロ・コッローディの物語の世界観に合っていると感じたという。
2011年2月17日にストップモーション・アニメーション『ピノッキオ』のスタッフが発表され、グリス・グリムリーとマーク・グスタフソンが共同監督、デル・トロとマシュー・ロビンスが共同脚本、デル・トロがプロデューサーを務め、製作会社としてジム・ヘンソン・カンパニーとパテが参加することが明かされた。共同監督を務めるマーク・グスタフソンは『ファンタスティック Mr.FOX』のストップモーション・アニメーションを手掛けた経験を評価されて起用されている。ピノッキオのデザインはグリムリーが担当し、ピノッキオは未完成の木をイメージした外見になっていた。2012年2月にピノッキオ、ゼペット、クリケット、マンジャフォーコ、キツネ、ネコのコンセプトアートが公開され、5月17日にはグリムリーの後任としてデル・トロが共同監督を務めることが発表された。7月30日にシャドーマシーンがアニメーション製作を手掛けることが発表された。当初は2013年または2014年公開を目指していたが、企画は開発地獄に陥り、製作は中断した。
2017年1月23日にパトリック・マクヘイルがデル・トロと共同で脚本を執筆することが発表され、8月31日には第74回ヴェネツィア国際映画祭に出席したデル・トロが「3500万ドル持っていてメキシコ人を幸せにしたいと思っている人。私はここにいますよ」と発言し、資金調達が難航していることを示唆している。11月8日にデル・トロは製作費を融資するスタジオが現れず、企画が頓挫したことを明かした。一時期、ロビンスはコスト削減のためにジョアン・スファールを起用して2Dアニメーションで製作することを検討していたが、デル・トロの「製作費が高くてグリーンライトが出難いとしても、ストップモーション・アニメーションで製作するべきだ」という反対に遭い断念している。しかし、2018年10月22日にNetflixが権利を取得したことで企画が再始動したが、同時にパテが企画から離脱している。開発期間の大半はグリス・グリムリーと美術監督のカート・エンダーレ、ガイ・デイヴィスが手掛けるキャラクターデザインの設計に費やされた。ピノッキオ、ゼペット、セバスチャン・J・クリケット、ヴォルペ伯爵、スパッツァトゥーラの人形製作は、デル・トロが「世界一の工房」と絶賛するイングランドのマッキノン&サンダース・ストップモーション・パペット・ファームが手掛けている。

### 脚本
デル・トロはカルロ・コッローディの『ピノッキオの冒険』とメアリー・シェリーの『フランケンシュタイン』との間に共通するテーマ（善悪の判断や道徳、倫理、愛情、生命といった人間らしさを形作る要素を自らの力で見つけ出すことを望む父親によって生み出された「子供」が現実世界に放り出される）を感じており、『フランケンシュタイン』の影響を受けて『ギレルモ・デル・トロのピノッキオ』はゴシック調に演出されている。一方、映画はファミリー層向けに製作されており、デル・トロは親子が世代を超えて繋がり、子供たちが「思いやりの心」を理解することを期待していると語っている。
物語の舞台はベニート・ムッソリーニが支配するファシズム時代のイタリアに設定されており、「市民が従順な操り人形として生きる世界」にピノッキオが生まれるが、ピノッキオは大人たちとは異なり自由奔放に振る舞おうとする。これは、『ピノッキオの冒険』の根底には大人に従う「良い子」であることを美徳とする価値観があると感じていたデル・トロが、映画におけるピノッキオの美徳を「逆らうこと」として、自己を見つけ出し、命令や言いつけに従うかを自分自身で判断することにフォーカスを当てたためである。グスタフソンも、ムッソリーニや死の精霊といった相手に対しても規則や権威に服従しないピノッキオのキャラクター性に魅力を感じたという。ゼペットとピノッキオの心情的な対立も、行儀の良かった息子カルロの代わりを求めるゼペットと自由奔放なピノッキオという構造で描かれており、『デビルズ・バックボーン』『パンズ・ラビリンス』『シェイプ・オブ・ウォーター』など歴代のデル・トロ監督作品に共通する「異形の者の人間性の探求」というテーマが描かれている。

### キャラクター造形

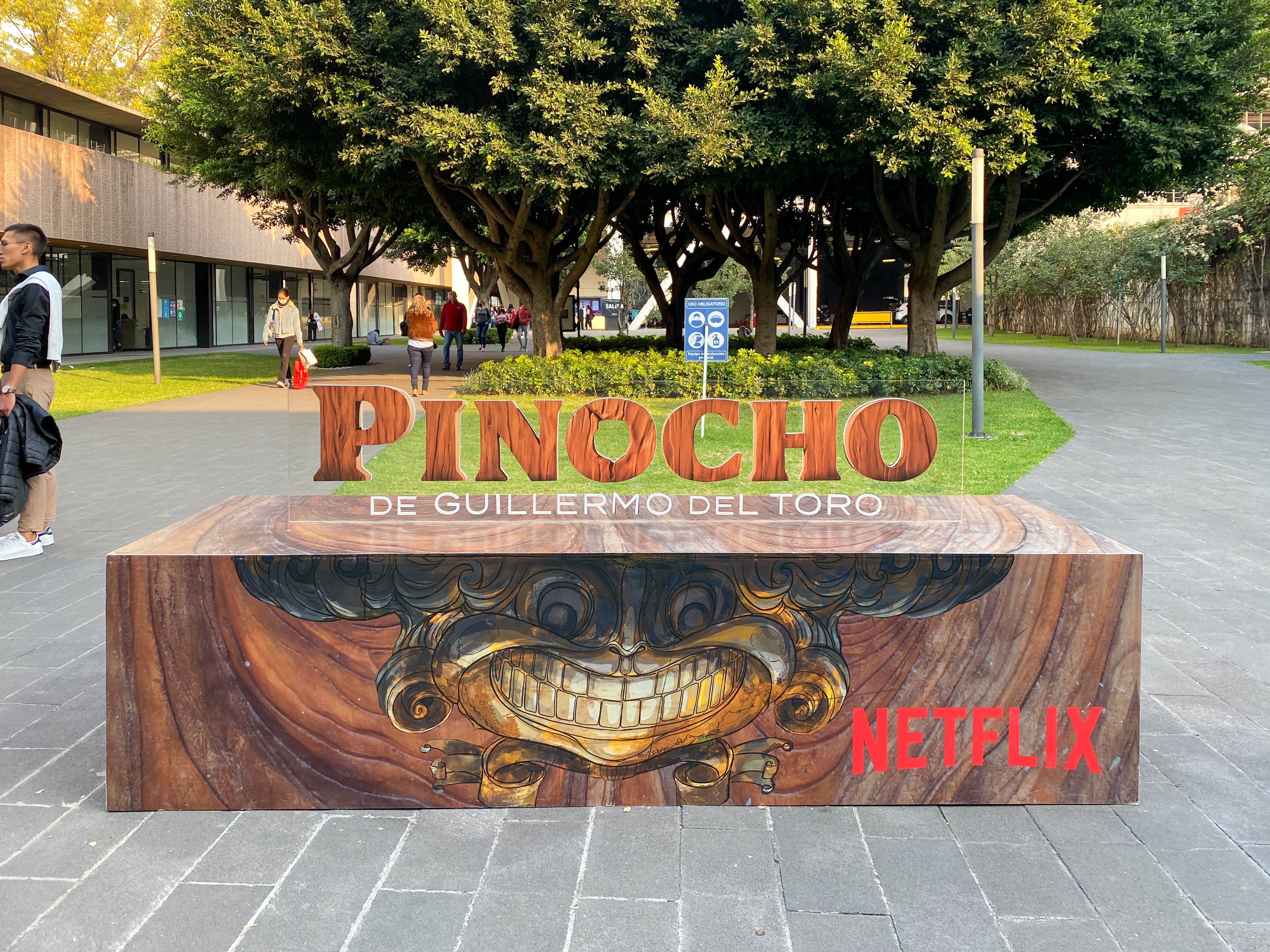
メキシコ国立映画センターで開催された「メキシコの木でできたピノッキオ展」のオブジェ

ピノッキオはゼペットの息子カルロの墓の側の木から生まれた人形で、「もう一度父親になりたい」と願うゼペットの求めに応じる形で誕生する。しかし、大人しくて行儀の良かったカルロと異なり、ピノッキオは乱暴者で自由奔放な性格をしている。セバスチャン・J・クリケットは博識な性格でピノッキオの良心になろうと奮闘するが、そのためにピノッキオを迷わせる存在として描かれる。デル・トロは、彼のキャラクターについて「クリケットは何度も踏み潰されてしまうが、それは彼自身が愛と謙虚さを見つけるための旅となっているのです」と語っている。また、デル・トロはピノッキオ、クリケット、妖精以外の原作にあるファンタジー要素を取り除き、「極力、現実世界に近付けようとした」とも語っており、原作のキツネとマンジャフォーコの役割を集約したキャラクターとしてヴォルペ伯爵を作り出した。ヴォルペ伯爵は宮廷で権勢を振るっていた大貴族だが、落ちぶれて人形劇一座の座長をしており、ピノッキオを利用して失った地位を回復しようと企むキャラクターになっている。デル・トロはヴォルペ伯爵を物語の中で最も悪魔に近いキャラクターに位置付けており、原作の漫画的・幻想的なキャラクターからの脱却を目指し、キツネとネコよりも大仰でコミカルな悪役として描写されている。当初は原作通りマンジャフォーコを登場させる予定だったが、デル・トロが「陳腐過ぎる」としてキャラクターを気に入らなかったため登場が見送られた。しかし、マンジャフォーコのデザインはすでに完成していたため、ヴォルペ伯爵の人形劇一座の背景キャラクターとして再利用され、ネコは猿のスパッツァトゥーラに置き換えられている。コーチマンに相当するキャラクターとしてファシストの役人である市長が登場し、ピノッキオがロバに姿を変えられるというシーンは「不死身の兵士としての価値を見出した市長にピノッキオが狙われる」という描写に変更され、おもちゃの国はファシストの少年兵訓練施設に変更されている。この他、キャンドルウィックは市長の息子として登場している。

### キャスティング
デル・トロとグスタフソンはキャスティングに際し、アカデミー賞受賞者や歴代のデル・トロ監督作品に出演経験のある俳優を中心に起用している。2020年1月31日にロン・パールマン、ティルダ・スウィントン、ユアン・マクレガー、クリストフ・ヴァルツ、デヴィッド・ブラッドリーの出演が発表された。当初はダニエル・ラドクリフ、トム・ウェイツ、クリストファー・ウォーケンの起用が検討されており、ウェイツはゼペット役、ウォーケンはキツネ役の候補だったことが報じられているが、この他にドナルド・サザーランドもキツネ役の候補に挙がっていた。このうち、ラドクリフは製作総指揮として企画に参加している。また、デル・トロは『ヘルボーイ』『ヘルボーイ/ゴールデン・アーミー』に起用したジョン・ハートをゼペット役として起用するつもりだったが、製作が始まる前にハートが死去したため実現しなかった。そのため、ゼペット役には『ハリー・ポッター』でハートと共演経験があり、デル・トロが手掛けた『ストレイン 沈黙のエクリプス』『トロールハンターズ』への出演経験もあるデヴィッド・ブラッドリーが起用された。彼はゼペット役について「感情のローラーコースター」のようであり、幼少期に触れた『ピノッキオの冒険』よりも『リア王』のイメージに近いと語っている。パールマンはマンジャフォーコ役に起用されたが、デル・トロがマンジャフォーコを脚本から削除して新たにヴォルペ伯爵を作り出してヴァルツが起用されたため、パールマンは市長役を演じることになった。
8月19日にはグレゴリー・マン、ケイト・ブランシェット、ティム・ブレイク・ネルソン、フィン・ウルフハード、ジョン・タトゥーロ、バーン・ゴーマンの出演が発表された。デル・トロはピノッキオ役には可愛い声ではなく「普通の子供の声」を出せる子役を求めており、驚異的な声域を持ち、普通の子供らしさを持ちながら絶対的な感情を表現できるグレゴリー・マンが起用された。キャンドルウィック役のウルフハードは、専門の声優ほど声の演技に自信がなかったと語っているが、グレゴリー・マンと共に録音したことでリラックスして演じることが出来たという。ブランシェットは『ナイトメア・アリー』の撮影中に『ギレルモ・デル・トロのピノッキオ』への出演を希望したところ、デル・トロに「猿（スパッツァトゥーラ）以外の役は全部決まっている」と返答されたが、「デル・トロの作品に参加できるなら猿でも構わない」と出演を快諾している。スパッツァトゥーラを演じる際には、事前にそれぞれの感情を録音して編集した声を使用するのではなく、各シーンごとに声を録音している。

### 撮影
2020年1月31日までにオレゴン州ポートランドのシャドーマシーンのオフィスで撮影が開始された。撮影は2022年夏まで行われ、一部のシーンはメキシコ人の人材育成のため、デル・トロがグアダラハラに所有するセントロ・インターナショナル・アニメーション(CIA)で2019年から製作された。撮影セットや小道具、キャラクターの衣装はデル・トロの実写作品で見られるように歴史的・現実的にデザインされており、建物を曲線で描くほか、伸ばしたり傾斜させる表現などの様式化をせず、ストップモーションと実写を織り交ぜた表現スタイルで映画のテーマを支える方針が採用された。また、アニメーターには人形にくしゃみ、恥じらいや恐怖で目を泳がせるなどの「ミステイク」を起こして通常のアニメ作品では表現されないキャラクターが思考する姿を描くことで、キャストが自然な演技をできるように指示した。ヴォルペ伯爵のカーニバルを表現するために、エンダーレとデイヴィスは『ナイトメア・アリー』を撮影する際に集めた資料を参考にしている。『ナイトメア・アリー』は1930年代のカーニバルが登場し、デイヴィスもコンセプトアーティストとして参加していた。同作はアメリカ中西部を舞台としており、ヨーロッパを舞台とする『ギレルモ・デル・トロのピノッキオ』のカーニバルとは重なる部分があり、双方のカーニバルは荒廃した姿で描かれている。また、『ナイトメア・アリー』でブラッドリー・クーパー演じるスタントン・カーライルがカーニバルに到着するシーンは、ヴォルペ伯爵のカーニバルの描写に影響を与えている。死後の世界とエンディングシーンのアニメーションは、グアダラハラのスタジオ・エル・ターラー・デ・チュチョが手掛けた。

### 視覚効果
視覚効果はムービング・ピクチャー・カンパニーが担当している。デル・トロはヴァニティ・フェアから取材を受けた際に「私はこれまでの人生において、一貫してディズニーへの憧れと最大級の愛情を公言してきましたが、それによってディズニー版から遠ざかろうとする衝動に駆られるのです。ディズニー版『ピノキオ』はディズニー・アニメーションの頂点の作品だと思っています。最も美しい手描きの2Dアニメーションなのです」と語っており、ディズニーアニメ版とは異なる解釈で『ピノッキオの冒険』を映像化するために舞台セットやキャラクターの質感など、細部まで華美な作りに仕上げている。

### 音楽
2012年8月23日にニック・ケイヴが映画音楽の作曲を手掛けることが発表されたが、2020年にアレクサンドル・デスプラが後任として作曲を手掛けることが発表され、同年1月8日から映画音楽と楽曲の作曲・作詞作業が開始された。デスプラがデル・トロ監督作品に参加するのは『シェイプ・オブ・ウォーター』以来2作目となる。

## 公開

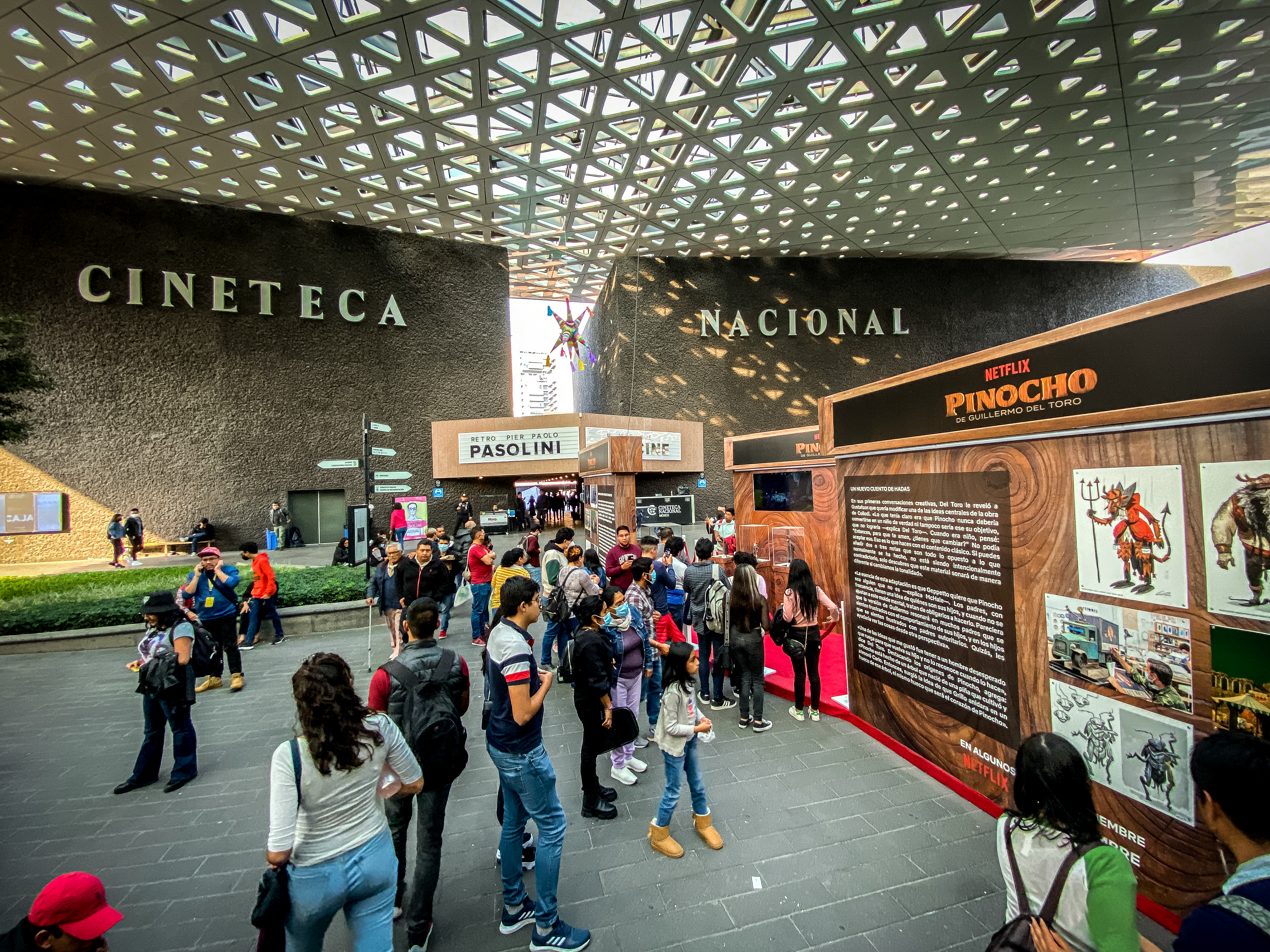
メキシコ国立映画センターで開催された「メキシコの木でできたピノッキオ展」

2018年11月、Netflixは『ギレルモ・デル・トロのピノッキオ』を2021年に公開する方針を発表した。しかし、2021年1月にNetflixのCEOテッド・サランドスは「アニメ映画の公開を年間6作品とする」という方針に基づき、同作の公開が2022年に延期となる可能性について言及した。同年12月にデル・トロは公開時期が2022年の最終四半期になると明かしている。2022年1月にはプロローグが公開され、公開時期が同年12月であることが発表された。
2022年10月15日に開催されたロンドン映画祭でプレミア上映が行われ、11月5日にはAFIフェストでもプレミア上映が行われた。同月9日から一部の映画館で上映された後、12月9日からNetflixでストリーミング配信が始まった。2022年12月4日から2023年1月4日にかけて、ニューヨーク近代美術館のデブラ&レオン・ブラック・ファミリー・フィルムセンターでも上映された。また、同時期から「Guillermo Del Toro: Crafting Pinocchio」が同美術館で開催され、2023年4月15日まで製作に関する展示が行われている。
デル・トロの出身国メキシコでは国内最大の劇場チェーンであるシネメックスが上映を中止したことで、メキシコの人々に映画を鑑賞して欲しいと願っていたデル・トロが抗議する事態に発展した。彼は11月25日にTwitterを通じてインディペンデント系劇場での上映を呼びかけ、メキシコ国立映画センターを含む30のインディペンデント系劇場が上映することを表明した。また、メキシコ国立映画センターの中庭では撮影に使用した人形を展示した「メキシコの木でできたピノッキオ展」が開催された。12月18日にはメキシコシティのソカロで大規模な上映会を同月30日に開催することが発表され、1万人が参加した。

## 評価

### 批評
Rotten Tomatoesには267件の批評が寄せられ支持率97%、平均評価8.3/10、批評家の一致した見解は「『ギレルモ・デル・トロのピノッキオ』は、そのタイトルに相応しく、原作のダークネスな要素を取り入れた視覚的にも見事な映画作品に仕上がっている」となっている。Metacriticは49件の批評に基づき79/100の評価となっている。

### 受賞・ノミネート
| 映画賞                                                   | 授賞式          | 部門                                   | 対象 | 結果       | 出典            |
| -------------------------------------------------------- | --------------- | -------------------------------------- | --- | ---------- | --------------- |
| 第13回ハリウッド・ミュージック・イン・メディア・アワード | 2022年 11月16日 | アニメ映画部門作曲賞                   | アレクサンドル・デスプラ | 受賞       | [ 50 ] [ 51 ]   |
| 第13回ハリウッド・ミュージック・イン・メディア・アワード | 2022年 11月16日 | アニメ映画部門歌曲賞                   | - アレクサンドル・デスプラ - ローベン・カッツ - ギレルモ・デル・トロ - 「Ciao Papa」                                                            | 受賞       | [ 50 ] [ 51 ]   |
| 第13回ハリウッド・ミュージック・イン・メディア・アワード | 2022年 11月16日 | 伝記・ミュージカル映画部門音楽テーマ賞 | 『ギレルモ・デル・トロのピノッキオ』 | ノミネート | [ 50 ] [ 51 ]   |
| 第48回ロサンゼルス映画批評家協会賞                       | 2022年 12月11日 | アニメ映画賞                           | 『ギレルモ・デル・トロのピノッキオ』 | 受賞       | [ 52 ]          |
| 第31回サウスイースタン映画批評家協会賞                   | 2022年 12月12日 | アニメ映画賞                           | 『ギレルモ・デル・トロのピノッキオ』 | 受賞       | [ 53 ]          |
| 第26回ラスベガス映画批評家協会賞                         | 2022年 12月12日 | アニメ映画賞                           | 『ギレルモ・デル・トロのピノッキオ』 | 受賞       | [ 54 ]          |
| 第26回ラスベガス映画批評家協会賞                         | 2022年 12月12日 | ファミリー映画賞                       | 『ギレルモ・デル・トロのピノッキオ』 | 受賞       | [ 54 ]          |
| 第26回ラスベガス映画批評家協会賞                         | 2022年 12月12日 | 作曲賞                                 | アレクサンドル・デスプラ | 受賞       | [ 54 ]          |
| 第26回ラスベガス映画批評家協会賞                         | 2022年 12月12日 | 歌曲賞                                 | 「Ciao Papa」 | ノミネート | [ 54 ]          |
| 第26回ラスベガス映画批評家協会賞                         | 2022年 12月12日 | 視覚効果賞                             | 『ギレルモ・デル・トロのピノッキオ』 | ノミネート | [ 54 ]          |
| 第26回ラスベガス映画批評家協会賞                         | 2022年 12月12日 | 若手男優賞                             | グレゴリー・マン | ノミネート | [ 54 ]          |
| 第21回ワシントンD.C.映画批評家協会賞                     | 2022年 12月12日 | アニメ映画賞                           | 『ギレルモ・デル・トロのピノッキオ』 | 受賞       | [ 55 ]          |
| 第21回ワシントンD.C.映画批評家協会賞                     | 2022年 12月12日 | 脚色賞                                 | - パトリック・マクヘイル - ギレルモ・デル・トロ                                                                                                 | ノミネート | [ 55 ]          |
| 第21回ワシントンD.C.映画批評家協会賞                     | 2022年 12月12日 | 作曲賞                                 | アレクサンドル・デスプラ | ノミネート | [ 55 ]          |
| 第21回ワシントンD.C.映画批評家協会賞                     | 2022年 12月12日 | 声優賞                                 | グレゴリー・マン | ノミネート | [ 55 ]          |
| 第21回ワシントンD.C.映画批評家協会賞                     | 2022年 12月12日 | 声優賞                                 | ユアン・マクレガー | ノミネート | [ 55 ]          |
| 第35回シカゴ映画批評家協会賞                             | 2022年 12月14日 | 脚色賞                                 | - ギレルモ・デル・トロ - パトリック・マクヘイル                                                                                                 | ノミネート | [ 56 ]          |
| 第35回シカゴ映画批評家協会賞                             | 2022年 12月14日 | アニメ映画賞                           | 『ギレルモ・デル・トロのピノッキオ』 | 受賞       | [ 56 ]          |
| 第35回シカゴ映画批評家協会賞                             | 2022年 12月14日 | 作曲賞                                 | アレクサンドル・デスプラ | ノミネート | [ 56 ]          |
| 第21回ユタ映画批評家協会賞                               | 2022年 12月17日 | アニメ映画賞                           | 『ギレルモ・デル・トロのピノッキオ』 | 次点       | [ 57 ]          |
| 第19回セントルイス映画批評家協会賞                       | 2022年 12月18日 | 脚本賞                                 | - パトリック・マクヘイル - ギレルモ・デル・トロ - マシュー・ロビンス                                                                            | ノミネート | [ 58 ]          |
| 第19回セントルイス映画批評家協会賞                       | 2022年 12月18日 | アニメ映画賞                           | 『ギレルモ・デル・トロのピノッキオ』 | ノミネート | [ 58 ]          |
| 第28回ダラス・フォートワース映画批評家協会賞             | 2022年 12月19日 | 作品賞                                 | 『ギレルモ・デル・トロのピノッキオ』 | 第8位      | [ 59 ]          |
| 第28回ダラス・フォートワース映画批評家協会賞             | 2022年 12月19日 | アニメ映画賞                           | 『ギレルモ・デル・トロのピノッキオ』 | 受賞       | [ 59 ]          |
| 第28回ダラス・フォートワース映画批評家協会賞             | 2022年 12月19日 | ミュージカル作曲賞                     | アレクサンドル・デスプラ | 受賞       | [ 59 ]          |
| 女性映画批評家オンライン協会賞                           | 2022年 12月20日 | アニメ映画賞                           | 『ギレルモ・デル・トロのピノッキオ』 | 受賞       | [ 60 ]          |
| 第27回フロリダ映画批評家協会賞                           | 2022年 12月22日 | アニメ映画賞                           | 『ギレルモ・デル・トロのピノッキオ』 | ノミネート | [ 61 ]          |
| 第27回フロリダ映画批評家協会賞                           | 2022年 12月22日 | 脚色賞                                 | - ギレルモ・デル・トロ - マシュー・ロビンス - グリス・グリムリー - パトリック・マクヘイル                                                       | ノミネート | [ 61 ]          |
| 第16回EDA賞                                              | 2023年 1月5日   | アニメ映画賞                           | 『ギレルモ・デル・トロのピノッキオ』 | 受賞       | [ 62 ]          |
| 第27回サンディエゴ映画批評家協会賞                       | 2023年 1月6日   | 脚色賞                                 | - ギレルモ・デル・トロ - マシュー・ロビンス - グリス・グリムリー - パトリック・マクヘイル                                                       | 次点       | [ 63 ] [ 64 ]   |
| 第27回サンディエゴ映画批評家協会賞                       | 2023年 1月6日   | アニメ映画賞                           | 『ギレルモ・デル・トロのピノッキオ』 | 受賞       | [ 63 ] [ 64 ]   |
| 第27回サンディエゴ映画批評家協会賞                       | 2023年 1月6日   | 視覚効果賞                             | 『ギレルモ・デル・トロのピノッキオ』 | ノミネート | [ 63 ] [ 64 ]   |
| 第26回トロント映画批評家協会賞                           | 2023年 1月8日   | アニメ映画賞                           | 『ギレルモ・デル・トロのピノッキオ』 | 次点       | [ 65 ]          |
| 第21回サンフランシスコ・ベイエリア映画批評家協会賞       | 2023年 1月9日   | アニメ映画賞                           | 『ギレルモ・デル・トロのピノッキオ』 | 受賞       | [ 66 ]          |
| 第21回サンフランシスコ・ベイエリア映画批評家協会賞       | 2023年 1月9日   | 作曲賞                                 | アレクサンドル・デスプラ | ノミネート | [ 66 ]          |
| 第18回オースティン映画批評家協会賞                       | 2023年 1月10日  | アニメ映画賞                           | 『ギレルモ・デル・トロのピノッキオ』 | ノミネート | [ 67 ] [ 68 ]   |
| 第18回オースティン映画批評家協会賞                       | 2023年 1月10日  | 脚色賞                                 | - ギレルモ・デル・トロ - パトリック・マクヘイル                                                                                                 | ノミネート | [ 67 ] [ 68 ]   |
| 第18回オースティン映画批評家協会賞                       | 2023年 1月10日  | 声優賞                                 | ユアン・マクレガー | ノミネート | [ 67 ] [ 68 ]   |
| 第80回ゴールデングローブ賞                               | 2023年 1月10日  | アニメ映画賞                           | 『ギレルモ・デル・トロのピノッキオ』 | 受賞       | [ 69 ]          |
| 第80回ゴールデングローブ賞                               | 2023年 1月10日  | 作曲賞                                 | アレクサンドル・デスプラ | ノミネート | [ 69 ]          |
| 第80回ゴールデングローブ賞                               | 2023年 1月10日  | 主題歌賞                               | - アレクサンドル・デスプラ - ローベン・カッツ - ギレルモ・デル・トロ - 「Ciao Papa」                                                            | ノミネート | [ 69 ]          |
| 第12回ジョージア映画批評家協会賞                         | 2023年 1月13日  | 脚色賞                                 | - ギレルモ・デル・トロ - マシュー・ロビンス - グリム・グリムリー - パトリック・マクヘイル                                                       | 次点       | [ 70 ] [ 71 ]   |
| 第12回ジョージア映画批評家協会賞                         | 2023年 1月13日  | 作曲賞                                 | アレクサンドル・デスプラ | ノミネート | [ 70 ] [ 71 ]   |
| 第12回ジョージア映画批評家協会賞                         | 2023年 1月13日  | 歌曲賞                                 | - アレクサンドル・デスプラ - ローベン・カッツ - ギレルモ・デル・トロ - 「Ciao Papa」                                                            | ノミネート | [ 70 ] [ 71 ]   |
| 第12回ジョージア映画批評家協会賞                         | 2023年 1月13日  | アニメ映画賞                           | 『ギレルモ・デル・トロのピノッキオ』 | 受賞       | [ 70 ] [ 71 ]   |
| 第28回クリティクス・チョイス・アワード                   | 2023年 1月15日  | アニメ映画賞                           | 『ギレルモ・デル・トロのピノッキオ』 | 受賞       | [ 72 ]          |
| 第28回クリティクス・チョイス・アワード                   | 2023年 1月15日  | 作曲賞                                 | アレクサンドル・デスプラ | ノミネート | [ 72 ]          |
| 第28回クリティクス・チョイス・アワード                   | 2023年 1月15日  | 歌曲賞                                 | 「Ciao Papa」 | ノミネート | [ 72 ]          |
| 第7回シアトル映画批評家協会賞                            | 2023年 1月17日  | アニメ映画賞                           | 『ギレルモ・デル・トロのピノッキオ』 | ノミネート | [ 73 ]          |
| カンザスシティ映画批評家協会賞                           | 2023年 1月22日  | アニメ映画賞                           | 『ギレルモ・デル・トロのピノッキオ』 | 次点       | [ 74 ]          |
| 第26回オンライン映画批評家協会賞                         | 2023年 1月23日  | アニメ映画賞                           | 『ギレルモ・デル・トロのピノッキオ』 | 受賞       | [ 75 ]          |
| 第26回オンライン映画批評家協会賞                         | 2023年 1月23日  | 脚色賞                                 | 『ギレルモ・デル・トロのピノッキオ』 | ノミネート | [ 75 ]          |
| 第43回ロンドン映画批評家協会賞                           | 2023年 2月5日   | 技術功績賞                             | - ブライアン・リーフ・ハンセン - ギレルモ・デル・トロ                                                                                           | 受賞       | [ 76 ]          |
| 国際シネフィル協会賞                                     | 2023年 2月12日  | アニメ映画賞                           | 『ギレルモ・デル・トロのピノッキオ』 | ノミネート | [ 77 ]          |
| 第21回視覚効果協会賞                                     | 2023年 2月15日  | アニメ映画部門視覚効果賞               | - アーロン・ワイントラウブ - ジェフリー・シャーパー - キャメロン・カーソン - エマ・ゴルビー                                                     | 受賞       | [ 78 ]          |
| 第21回視覚効果協会賞                                     | 2023年 2月15日  | アニメ映画部門アニメキャラクター賞     | - チャールズ・グリーンフィールド - ピーター・サンダース - シャニー・ラング＝リンダースパッカー - ノエル・エステヴェス＝ベイカー - （ゼペット）  | ノミネート | [ 78 ]          |
| 第21回視覚効果協会賞                                     | 2023年 2月15日  | アニメ映画部門アニメキャラクター賞     | - オリヴァー・ビール - リチャード・ピッカースギル - ブライアン・リーフ・ハンセン - キム・スレート - （ピノッキオ）                              | 受賞       | [ 78 ]          |
| 第21回視覚効果協会賞                                     | 2023年 2月15日  | アニメ映画部門環境製作賞               | - ワーレン・ローティー - アンジャム・サカルカール - ハビエル・ゴンザレス・アロンソ - クイン・カルヴァーリョ - （海の怪物の胃の中）              | 受賞       | [ 78 ]          |
| 第21回視覚効果協会賞                                     | 2023年 2月15日  | 新興技術賞                             | - リチャード・ピッカースギル - グレン・サザン - ピーター・サンダース - ブライアン・リーフ・ハンセン - （3Dプリントによる金属製アーマチュア）    | ノミネート | [ 78 ]          |
| 作曲・作詞家協会賞                                       | 2023年 2月16日  | スタジオ映画部門作曲賞                 | アレクサンドル・デスプラ | ノミネート | [ 79 ]          |
| 作曲・作詞家協会賞                                       | 2023年 2月16日  | ミュージカル/コメディ映画部門歌曲賞    | 「Ciao Papa」 | 受賞       | [ 79 ]          |
| 第16回ヒューストン映画批評家協会賞                       | 2023年 2月18日  | 作品賞                                 | 『ギレルモ・デル・トロのピノッキオ』 | ノミネート | [ 80 ]          |
| 第16回ヒューストン映画批評家協会賞                       | 2023年 2月18日  | アニメ映画賞                           | 『ギレルモ・デル・トロのピノッキオ』 | 受賞       | [ 80 ]          |
| 第16回ヒューストン映画批評家協会賞                       | 2023年 2月18日  | 作曲賞                                 | アレクサンドル・デスプラ | 受賞       | [ 80 ]          |
| 第16回ヒューストン映画批評家協会賞                       | 2023年 2月18日  | 歌曲賞                                 | 「Ciao Papa」 | ノミネート | [ 80 ]          |
| 第27回美術監督組合賞                                     | 2023年 2月18日  | アニメ映画部門美術賞                   | - ガイ・デイヴィス - カート・エンダーレ | 受賞       | [ 81 ]          |
| 第76回英国アカデミー賞                                   | 2023年 2月19日  | アニメ映画賞                           | - ギレルモ・デル・トロ - マーク・グスタフソン - ゲイリー・アンガー - アレクサンダー・バークレー                                                 | 受賞       | [ 82 ]          |
| 第76回英国アカデミー賞                                   | 2023年 2月19日  | 作曲賞                                 | アレクサンドル・デスプラ | ノミネート | [ 82 ]          |
| 第76回英国アカデミー賞                                   | 2023年 2月19日  | プロダクションデザイン賞               | - ガイ・デイヴィス - カート・エンダーレ | ノミネート | [ 82 ]          |
| 国際映画音楽批評家協会賞                                 | 2023年 2月23日  | アニメ映画部門作曲賞                   | アレクサンドル・デスプラ | 受賞       | [ 83 ]          |
| ドリアン賞                                               | 2023年 2月23日  | アニメ映画賞                           | 『ギレルモ・デル・トロのピノッキオ』 | ノミネート | [ 84 ]          |
| 第1回ハリウッド批評家協会クリエイティブ・アーツ賞        | 2023年 2月24日  | 作曲賞                                 | アレクサンドル・デスプラ | ノミネート | [ 85 ]          |
| 第1回ハリウッド批評家協会クリエイティブ・アーツ賞        | 2023年 2月24日  | 視覚効果賞                             | - アーロン・ワイントラウブ - ブライアン・リーフ・ハンセン - ジョージナ・ヘインズ - イアン・マッキノン                                           | ノミネート | [ 85 ]          |
| 第6回ハリウッド批評家協会映画賞                          | 2023年 2月24日  | アニメ映画賞                           | 『ギレルモ・デル・トロのピノッキオ』 | 受賞       | [ 86 ]          |
| 第6回ハリウッド批評家協会映画賞                          | 2023年 2月24日  | 脚色賞                                 | - ギレルモ・デル・トロ - パトリック・マクヘイル                                                                                                 | ノミネート | [ 86 ]          |
| 第6回ハリウッド批評家協会映画賞                          | 2023年 2月24日  | ボイス/モーションキャプチャ演技賞      | ユアン・マクレガー | ノミネート | [ 86 ]          |
| 第50回アニー賞                                           | 2023年 2月25日  | 長編作品賞                             | 『ギレルモ・デル・トロのピノッキオ』 | 受賞       | [ 87 ]          |
| 第50回アニー賞                                           | 2023年 2月25日  | 長編作品視覚効果賞                     | - アーロン・ワイントラウブ - ウォーレン・ローティー - アリレザ・マルミリ - バプティスト・マルブランク - ミハイル・ドンチェンコ                  | ノミネート | [ 87 ]          |
| 第50回アニー賞                                           | 2023年 2月25日  | 長編作品キャラクター・アニメーション賞 | タッカー・バリー | 受賞       | [ 87 ]          |
| 第50回アニー賞                                           | 2023年 2月25日  | 長編作品監督賞                         | - ギレルモ・デル・トロ - マーク・グスタフソン                                                                                                   | 受賞       | [ 87 ]          |
| 第50回アニー賞                                           | 2023年 2月25日  | 長編作品編集賞                         | - ケン・シュレッツマン - ホリー・クライン - エミリー・チュウ - ハミルトン・バレット                                                             | ノミネート | [ 87 ]          |
| 第50回アニー賞                                           | 2023年 2月25日  | 長編作品音楽賞                         | - アレクサンドル・デスプラ - ローバン・カッツ - ギレルモ・デル・トロ - パトリック・マクヘイル                                                   | 受賞       | [ 87 ]          |
| 第50回アニー賞                                           | 2023年 2月25日  | 長編作品美術賞                         | - ガイ・デイヴィス - カート・エンダーレ | 受賞       | [ 87 ]          |
| 第50回アニー賞                                           | 2023年 2月25日  | 長編作品声優賞                         | グレゴリー・マン | ノミネート | [ 87 ]          |
| 第50回アニー賞                                           | 2023年 2月25日  | 長編作品声優賞                         | デヴィッド・ブラッドリー | ノミネート | [ 87 ]          |
| 第34回全米製作者組合賞                                   | 2023年 2月25日  | アニメ映画賞                           | 『ギレルモ・デル・トロのピノッキオ』 | 受賞       | [ 88 ]          |
| 第54回NAACPイメージ・アワード                            | 2023年 2月25日  | アニメ映画賞                           | 『ギレルモ・デル・トロのピノッキオ』 | ノミネート | [ 89 ] [ 90 ]   |
| 第70回ゴールデン・リール賞                               | 2023年 2月26日  | アニメ映画音響編集賞                   | - スコット・マーティン・ガーシン - マサノブ・"トミー"・トミタ - アンドリュー・ヴァーノン - ダン・ガマッシュ - ダン・オコンネル - ジョン・クッチ | 受賞       | [ 91 ] [ 92 ]   |
| 第70回ゴールデン・リール賞                               | 2023年 2月26日  | 長編映画音楽編集賞                     | - ルイス・モリソン - エリック・コーデュー - クリス・バレット                                                                                    | ノミネート | [ 91 ] [ 92 ]   |
| 第27回サテライト賞                                       | 2023年 3月3日   | アニメーション・ミックスメディア映画賞 | 『ギレルモ・デル・トロのピノッキオ』 | ノミネート | [ 93 ] [ 94 ]   |
| 第59回映画音響協会賞                                     | 2023 3月4日     | アニメ映画部門音響賞                   | - ジョン・テイラー - フランク・モンターニョ - ピーター・コビン - タヴィシュ・グレード                                                           | 受賞       | [ 95 ]          |
| USCスクリプター賞                                        | 2023 3月4日     | 映画部門脚色賞                         | - ギレルモ・デル・トロ - パトリック・マクヘイル - マシュー・ロビンス                                                                            | ノミネート | [ 96 ] [ 97 ]   |
| 第73回エディー賞                                         | 2023年 3月5日   | アニメ映画部門編集賞                   | - ケン・シュレッツマン - ホリー・クライン | 受賞       | [ 98 ]          |
| 第95回アカデミー賞                                       | 2023年 3月12日  | 長編アニメ映画賞                       | - ギレルモ・デル・トロ - マーク・グスタフソン - ゲイリー・アンガー - アレクサンダー・バークレー                                                 | 受賞       | [ 99 ] [ 11 ]   |
| ゴールデン・トレーラー賞                                 | 2023年 6月29日  | アニメ/ファミリー映画TVスポット賞      | - 『ギレルモ・デル・トロのピノッキオ』 - 「Dear Son」                                                                                           | 受賞       | [ 100 ] [ 101 ] |

## 関連書籍
- 『ギレルモ・デル・トロのピノッキオ おとぎ話の巨匠による新しい人形劇の創作術』（2023）阿部清美訳、DU BOOKS